# Lijst van Franse ministers van Kerkelijke Zaken
De minister van Kerkelijke Zaken (Frans: Ministre des Affaires ecclésiastiques/Ministre des Cultes) was in Frankrijk een minister die zich bezighield met zaken die betrekking hadden op de Katholieke Kerk. De post van minister van Kerkelijke Zaken werd gewoonlijk gecombineerd met de post van minister van Openbaar Onderwijs (en Schone Kunsten). Deze combinatie ging echter niet op wanneer de minister van Openbaar Onderwijs een protestant was, bijvoorbeeld in het geval van François Guizot, Waddington en Gaston Doumergue): dan moest naar een andere combinatie gezocht worden. In twee periodes werd de post van minister van Kerkelijke Zaken niet gecombineerd en bestond er een afzonderlijke ministerie van Kerkelijke Zaken, namelijk van 18 mei tot 25 mei 1873 (minister: Oscar Bardi de Fourtou) en van 4 februari tot 4 maart 1879 (minister: Émile de Marcère)).
De post werd in 1912 afgeschaft.

## Combinaties
- Minister van Openbaar Onderwijs: 1881 - 1882
- Minister van Openbaar Onderwijs, Schone Kunsten en Kerkelijke Zaken: 1870 - 1871, 1873 - 1876, 1873 - 1876, 1877 - 1879, 1885 - 1886, 1887 - 1888, 1892 - 1894, 1895 - 1896 en 1905 - 1908
- Minister van Justitie en Kerkelijke Zaken: 1876 - 1877, 1882, 1883 - 1885, 1888 - 1892 en 1896 - 1898
- Minister van Binnenlandse Zaken en Kerkelijke Zaken: 1879 - 1881, 1882 - 1883, 1886 - 1887, 1894 - 1895, 1898 - 1905 en 1909 - 1912

## Minister van Kerkelijke Zaken
- Jean Étienne Marie Portalis 11 juli 1804 - 25 augustus 1807
- Félix, graaf Bigot de Préameneu 4 januari 1808 -  1 april 1814
- Denis Luc Antoine, graaf Frayssinous 26 augustus 1824 - 3 maart 1828
- François Jean Hyacinthe Feutrier 3 maart 1828 - 8 augustus 1829
- Guillaume Isidore, graaf de Montbel 8 augustus 1829 - 18 november 1829
- Martial, graaf de Guernon-Ranville 18 november 1829 - 31 juli 1830
- Achille Léonce Victor Charles, hertog de Broglie 11 augustus 1830 -  2 november 1830
- Joseph Mérilhou 2 november 1830 - 27 november 1830
- Félix Barthe 27 november 1830 - 13 maart 1831
- Marthe Camille Bachasson, graaf de Montalivet 13 maart 1831 - 30 april 1832
- Louis Gaspard Amédée, baron Girod de l'Ain 30 april 1832 - 11 oktober 1832
- Antoine, graaf d'Argout 31 december 1832 - 4 april 1834
- Jean-Charles Persil 4 april 1834 - 22 februari 1836
- Paul Sauzet 22 februari 1836 - 6 september 1836
- Jean Persil 6 september 1836 - 15 april 1837
- Félix Barthe 15 april 1837 - 31 maart 1839
- Louis Gaspard Amédée, baron Girod de l'Ain 31 maart 1839 - 12 mei 1839
- Jean-Baptiste Teste 12 mei 1839 - 1 maart 1840
- Alexandre-François Vivien 1 maart 1840 - 29 oktober 1840
- Nicolas Martin du Nord 29 oktober 1840 - 12 maart 1847
- Michel Pierre Alexis Hébert 14 maart 1847 - 24 februari 1848
- Hippolyte Carnot 24 februari 1848 - 11 mei 1848
- Eugène Bethmont 11 mei 1848 - 28 juni 1848
- Hippolyte Carnot 28 juni 1848 - 5 juli 1848
- Achille Tenaille de Vaulabelle 5 juli 1848 - 13 oktober 1848
- Alexandre Pierre Freslon 13 oktober 1848 - 20 december 1848
- Alfred Frédéric, graaf de Falloux 20 december 1848 - 31 oktober 1849
- Marie Louis Pierre Félix Esquirou de Parieu 31 oktober 1849 - 24 januari 1851
- Charles Giraud 24 januari 1851 - 10 april 1851
- Marie Jean Pierre Pie Frédéric Dombidau de Crouseilhes 10 april 1851 - 26 oktober 1851
- Charles Giraud 26 oktober 1851 - 3 december 1851
- Hippolyte Fortoul 3 december 1851 - 7 juni 1856
- Gustave Rouland 13 augustus 1856 - 23 juni 1863
- Pierre Jules Baroche 23 juni 1863 - 17 juli 1869
- Jean-Baptiste Duvergier 17 juli 1869 - 2 januari 1870
- Émile Ollivier 2 januari 1870 - 10 augustus 1870
- Michel Grandperret 10 augustus 1870 - 4 september 1870
- Jules Simon 5 september 1870 - 17 mei 1873
- Oscar Bardi de Fourtou 18 mei 1873 - 25 mei 1873
- Anselme Batbie 25 mei 1873 - 26 november 1873
- Oscar Bardi de Fourtou 26 november 1873 - 22 mei 1874
- Arthur de Cumont 22 mei 1874 - 10 maart 1875
- Henri-Alexandre Wallon 10 maart 1875 - 9 maart 1876
- Jules Dufaure 9 maart 1876 - 12 december 1876
- Louis Martel 12 december 1876 - 17 mei 1877
- Joseph Brunet 17 mei 1877 - 23 november 1877
- Hervé Faye 23 november 1877 - 13 december 1877
- Agénor Bardoux 13 december 1877 - 4 februari 1879
- Émile de Marcère 4 februari 1879 - 4 maart 1879
- Charles Lepère 4 maart 1879 - 17 mei 1880
- Ernest Constans 17 mei 1880 - 14 november 1881
- Paul Bert 14 november 1881 - 30 januari 1882
- Gustave Humbert 30 januari 1882 - 7 augustus 1882
- Paul Devès 7 augustus 1882 - 13 september 1882
- Armand Fallières 13 september 1882 - 21 februari 1883
- René Waldeck-Rousseau 21 februari 1883 - 27 februari 1883
- Félix Martin-Feuillée 27 februari 1883 - 6 april 1885
- René Goblet 6 april 1885 - 30 mei 1887
- Eugène Spuller 30 mei 1887 - 12 december 1887
- Léopold Faye 12 december 1887 - 3 april 1888
- Jean-Baptiste Ferrouillat 3 april 1888 - 5 februari 1889
- Edmond Guyot-Dessaigne 5 februari 1889 - 22 februari 1889
- François Thévenet 22 februari 1889 - 17 maart 1890
- Armand Fallières 17 maart 1890 - 27 februari 1892
- Louis Ricard 27 februari 1892 - 6 december 1892
- Charles Dupuy 6 december 1892 - 4 april 1893
- Raymond Poincaré 4 april 1893 - 3 december 1893
- Eugène Spuller 3 december 1893 - 30 mei 1894
- Charles Dupuy 30 mei 1894 - 26 januari 1895
- Raymond Poincaré 26 januari 1895 - 1 november 1895
- Émile Combes 1 november 1895 - 29 april 1896
- Alfred Rambaud 29 april 1896 - 26 september 1896
- Jean-Baptiste Darlan 26 september 1896 - 1 december 1897
- Victor Milliard 2 december 1897 - 28 juni 1898
- Ferdinand Sarrien 28 juni 1898 - 1 november 1898
- Charles Dupuy 1 november 1898 - 22 juni 1899
- René Waldeck-Rousseau 22 juni 1899 -  7 juni 1902
- Émile Combes 7 juni 1902 - 24 januari 1905
- Jean-Baptiste Bienvenu-Martin 24 januari 1905 - 14 maart 1906
- Aristide Briand 14 maart 1906 - 2 maart 1911
- Ernest Monis 2 maart 1911 - 27 juni 1911
- Joseph Caillaux 27 juni 1911 - 14 januari 1912